# Hypoxylon symphyon
Hypoxylon symphyon är en svampart som beskrevs av Möller 1901. Hypoxylon symphyon ingår i släktet Hypoxylon och familjen kolkärnsvampar.   Inga underarter finns listade i Catalogue of Life.